# Luis Merino Reyes
Luis Merino Reyes (Tokio, 12 de febrero de 1912-Santiago, 28 de febrero de 2011) fue un escritor chileno.

## Biografía
Luis Merino Reyes nació en Tokio, Japón, en 1912, hijo de Luis Merino Saavedra, Oficial del Ejército de Chile que cumplía cargo de Agregado militar en Japón en el momento de su nacimiento. A los dos años de edad, volvió con su familia a Santiago de Chile. 
Su primer libro, Islas de Música, fue publicado en 1936. Ganó el Premio Zig-Zag por su primera novela Regazo Amargo (1955), y el Premio Atenea de la Universidad de Concepción para la novela Última Llama (1959). Fue presidente de la Sociedad de Escritores de Chile (SECH). Fue uno de los coguionistas de la película Marido de ocasión (1952), que dirigió Adelqui Millar.
Falleció el 28 de febrero de 2011 en Santiago de Chile.

## Obra

### Novelas
- Regazo amargo (1955)
- Última llama (1959)
- La vida adulta (1962)
- Los feroces burgueses (1964)
- Amor y maleficio (1994)
- Episodios crueles (1997)

### Cuentos
- Los egoístas (1941)
- Muro de cal (1946)
- El chiquillo blanco (1948)
- Murcila y otros cuentos (1953) - Premio Municipal de Santiago
- Matriarcado (1965)
- Las hadas y los diablos (1968)
- El alba y su dueño (1971)

### Ensayos
- Rumbo a Oceanía (1955)
- Panorama de la literatura chilena (1959)
- Perfil humano de la literatura chilena (1967)
- Epitafios y laureales (1994)
- Escritores chilenos de ayer y de hoy (1997)

### Poesía
- Islas de música (1936)
- Áspera brisa (1952) - Premio Municipal de Santiago
- Las voces obstinadas (1969)
- Hora de salida (2001)